# Cimolèstids
Els cimolèstids (Cimolestidae) són una família de mamífers euteris extints, dins de l'ordre dels cimolests. Hi ha qui considera que els cimolèstids són els avantpassats dels carnívors, els creodonts i possiblement els pangolins.